# Баруунбаян-Улаан

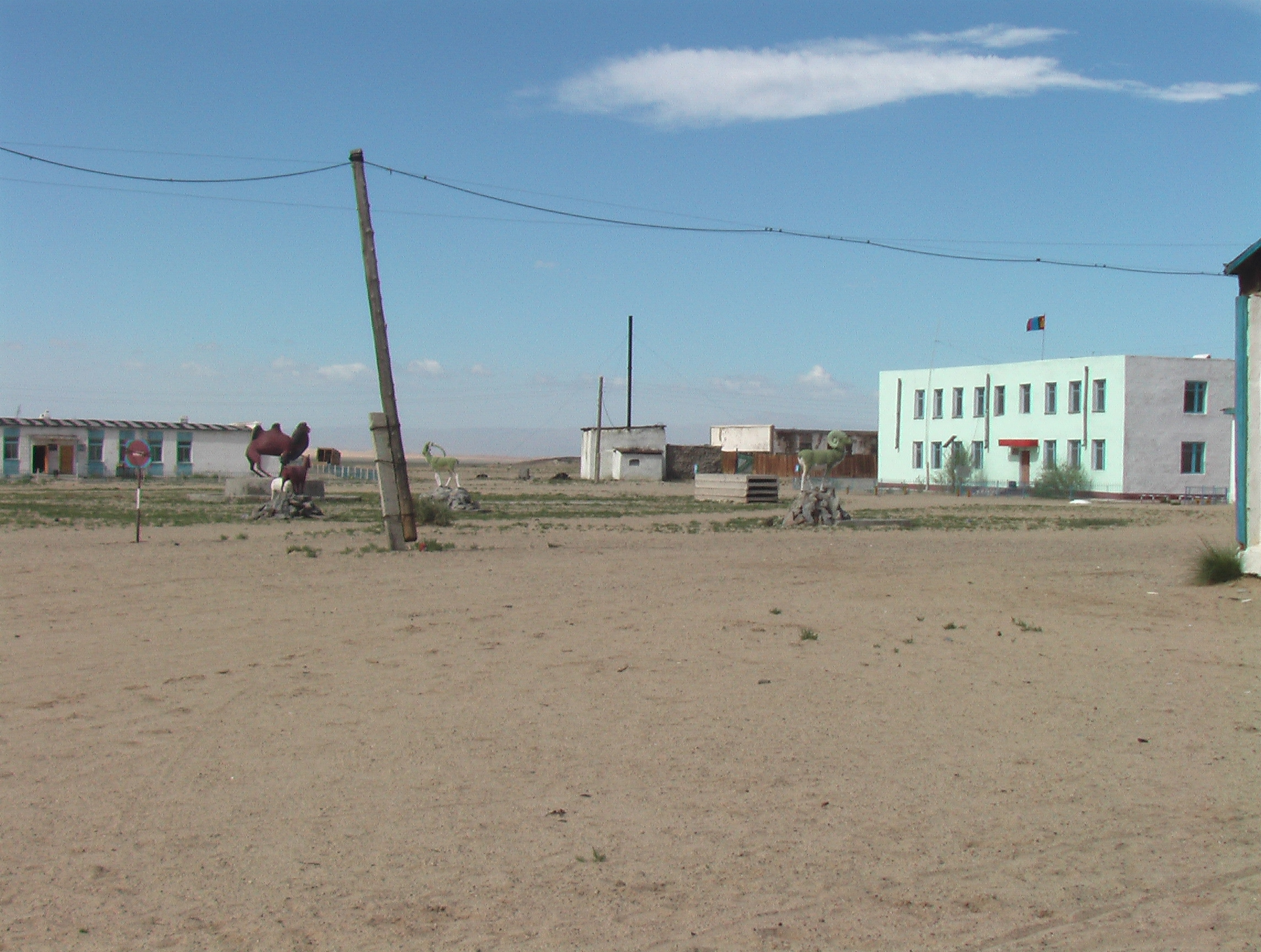

Баруу́нбаян-Улаа́н (Баруун-Баян-Улаан) (монг. Западный, богатый, красный) — сомон в монгольском аймаке Уверхангай, площадь которого составляет 3900 км².
Располагается в равнинной местности. По территории сомона с севера на юг из Хангая в Долину Озёр протекает река Таацын-Гол. Административный центр — посёлок Баруунбаян-Улаан, расположенный в 170 километрах от административного центра аймака — города Арвайхээр и в 620 километрах от столицы страны — Улан-Батора. Население района около двух тысяч человек. На территории сомона есть школа и больница.

## Известные уроженцы
- Цэдэнгийн Жанчив (1914—1993)  — монгольский государственный и военный деятель. Министр обороны МНР.